# 義興會
義興會，又稱義興公司，屬於洪門組織，與致公堂一樣，主要活動在海外，分布在日本、南洋、澳洲一帶活動（澳洲義興會後改名為致公堂）。

## 新加坡
新加坡芒加脚（今劳明达街）曾有座陰廟，俗称五虎祠。庙内设有神龛，供奉一百多座神主牌。其中七十多座神主，刻有“明勋义士”、“扶明义士”、“候明义士”等称号。神主身份显然与反清复明会党有关。
义兴公司总部祖坛祭祀洪門五祖，也称五虎(Go Foo)，故社公庙又叫“五虎祠”。而义兴公司总部陈列着义兴公司要员的神主，供会员祭拜。新加坡义兴公司属下有广东人、客家人、福建人（閩南人）、潮州人和海南人五种方言群。他们在名义上属于义兴总公司，其实各自为政。因此新加坡会党之间不断发生械斗冲突。新加坡义兴公司屡屡引发的骚乱，终让英屬新加坡政府无法容忍，施以种种条例加以遏制会党活动。1890年，英殖民政府正式封禁义兴公司，之后改名为新义兴。

## 馬來亞
1820年代起，在馬來亞柔佛州的天地會組織即開始使用「義興公司」這個名稱。馬來亞檳城喬治市的 Church Street 因義興公司曾座落於該街，而得中文名「義興街」。

## 香港
香港的「福義興」三合會，亦是源出於義興會，據說早期是負責為洪門「萬寶山」山主李明良籌措資金的互助組織。1830-1850香港開埠年間，有幾個義興會的分支，包括「福建義興」、「潮汕義興」、「惠州義興」和「東莞義興」移師到香港，組成同鄉工人幫會，1886年「福建義興」以「福義興工商總會」名義在香港註冊經商。1930年代後發展成三合會犯罪組織，從事販賣毒品、非法走私及地下賭場等活動。福義興在二戰前後的幫會規模不少，在香港九龍亦有分會：「新福義」、「新義興」、「僑港海陸豐慈善會」及「美群僑樂部」，福義興總部設於深水埗。

## 日本
日本義興會共济互助团體。
現任會長：FA GE
副會長：TANAKA
執事：MAKAMURA MASAO
軍師：HENRY
其他分布1853年在上海發動起義的小刀會當時對外也稱為義興公司。美加華人過去亦稱共濟會(Freemasonry) 為西洋義興會或西人洪門。

## 伸延閱讀
- Lim, Irene. (1999) Secret societies in Singapore, National Heritage Board, Singapore History Museum, Singapore ISBN 981-3018-79-8